# دنده‌ها (ترانه)
«دنده‌ها» (به انگلیسی: Ribs) ترانه‌ای از خواننده نیوزلندی، لرد از نخستین آلبوم استودیویی خود قهرمان محض (۲۰۱۳) است. این ترانه در ۳۰ سپتامبر ۲۰۱۳ به‌عنوان تک‌آهنگ تبلیغاتی آلبومش، توسط گروه موسیقی یونیورسال (یوام‌جی) منتشر شد. لرد این ترانه‌را با جوئل لیتل نوشت و توسط لیتل تولید شد. «دنده‌ها» یک ترانه الکترونیکا و الکتروپاپ است که لرد در اشعار آن در مورد استرس ناشی از پیری صحبت می‌کند.
«دنده‌ها» عموماً نظرات مثبتی را از منتقدین موسیقی دریافت کرد و اشعار ترانه‌را ستوده‌اند. از نظر تجاری، این ترانه در جدول‌های ضبط در استرالیا، نیوزیلند، انگلستان و ایالات متحده ظاهر شد. لرد این ترانه را در موارد متعددی، از جمله برنامه آخر وقت با دیوید لترمن و اولین تور کنسرت خود در سال ۲۰۱۴ اجرا کرد.